# Force al-Abbas
La Force al-Abbas, formée en 2006 est la force paramilitaire d'élite actuelle du Mouvement Amal, elles succèdent indirectement aux Régiments de la résistance libanaise et forment la branche d'élite.[réf. nécessaire]

## Fondation
La Force al-Abbas est formée en 2006, à la suite de l'invasion israélienne du Liban en 2006. Elles ont combattus avec le Hezbollah et le Parti social nationaliste syrien contre Tsahal[réf. nécessaire]. Ses combattants sont décrits comme aguerris et formés à de possibles incursions militaires sur le territoire israélien.[source insuffisante]
Son nom vient probablement d'Abbas ibn Ali, l'un des fils de l'Imam Ali, figure importante du chiisme[réf. nécessaire].

## Idéologie
Comme le Mouvement Amal dans son ensemble et contrairement à son allié, le Hezbollah, les forces al-Abbas est formée par des chiites libanais très croyants mais ne sont pas islamistes.[réf. nécessaire]
Les forces al-Abbas sont nationalistes libanaises à l'instar du mouvement Amal.[réf. nécessaire]

## Participation aux conflits israélo-libanais
Les brigades al-Abbas ont participé à la guerre du Liban de 2006 et participent également à la défense du Liban contre Israël depuis le 8 octobre 2023[source insuffisante]. Depuis 2024, elles se battent ouvertement contre les forces armées israéliennes à la suite de l'invasion israélienne du Liban en 2024.[réf. nécessaire]

## Nombre de paramilitaires
Selon le Mouvement Amal, l'unité d'Al-Abbas compte environ 220 combattants sur les 17 000 membres environ que compte la branche militaire du Mouvement Amal.[source insuffisante]

## Équipements
L'unité possèderait des armes légères et moyennes, des missiles antichar et des roquettes, et dispose d'installations souterraines pour stocker des armes.[source insuffisante]